# Fred Gleitsmann
Fred Gleitsmann (* 14. Oktober 1951 in Grünewalde, Landkreis Oberspreewald-Lausitz, Brandenburg) ist ein deutscher Politiker (SPD).

## Leben und Beruf
Gleitsmann machte eine Berufsausbildung zum Elektromonteur und erwarb auch das Abitur. In den Jahren 1971 bis 1975 studierte er Anglistik und Germanistik an der Friedrich-Schiller-Universität in Jena. In den Jahren 1975 bis 1990 war Gleitsmann als Lehrer an der POS Lauchhammer-Mitte tätig, von 1990 bis 1994 war er Lehrer am Gymnasium in Senftenberg. Er ist verheiratet und hat drei Kinder.

## Politik
Im Jahr 1993 wurde Gleitsmann Mitglied des Stadtparlaments von Lauchhammer und erstmals in den Kreistag Oberspreewald-Lausitz gewählt.
Bei der Landtagswahl 1994 wurde Gleitsmann als Direktkandidat der SPD im Wahlkreis 37 (Oberspreewald-Lausitz I) in den brandenburgischen Landtag gewählt. Im Landtag war er Mitglied im Ausschuss für Bildung, Jugend und Sport sowie im Petitionsausschuss. Er war Abgeordneter vom 11. Oktober 1994 bis zum 29. September 1999. Bei der Landtagswahl 1999 unterlag Gleitsmann in seinem Wahlkreis gegen Ingo Senftleben, den Kandidaten der CDU, und verpasste den erneuten Einzug in den Landtag.
Bei den Kommunalwahlen am 28. September 2008 wurde Gleitsmann ein weiteres Mal in den Kreistag des Landkreises Oberspreewald-Lausitz gewählt. Am 23. Oktober 2008 wurde er in der konstituierenden Sitzung zum 1. Stellvertreter des Vorsitzenden des Kreistages gewählt. Er ist ferner Mitglied des Kreistagsausschusses für Bildung, Kultur und Sport.